# Parc national de l'Eifel
Le parc national de l’Eifel (Nationalpark Eifel) est un parc national d’Allemagne d’une superficie de 110 km2 créé le 1er janvier 2004. C’est le 14e parc national d’Allemagne et le premier de Rhénanie-du-Nord-Westphalie. Il couvre une surface de 10 700 hectares située dans le Nord de la région de l'Eifel au nord-est de la frontière belge, entre les villes de Nideggen au nord et Gemünd au sud.

## Description
Le parc est couvert de forêts de feuillus et de conifères, de lacs, de ruisseaux et de prairies ouvertes. Une grande étendue de forêt contiguë avec un pourcentage élevé de hêtres est la région connue sous le nom de Kermeter. Cette zone boisée est accessible et offre un grand nombre de promenades intéressantes. Le parc national de l’Eifel abrite plus de 7 100 espèces animales et végétales, dont 1 800 sont classées comme menacées sur la liste rouge de Rhénanie-du-Nord-Westphalie. Au total, 1 300 espèces de coléoptères ont été découvertes dans ses bois. La faune comprend également le chat sauvage européen, la cigogne noire, le pic tacheté et le lézard des murailles qui est une rareté dans le Land de Rhénanie du Nord-Westphalie.
Environ 240 kilomètres de sentiers sont ouverts aux visiteurs du parc national de l’Eifel. 

## Galerie

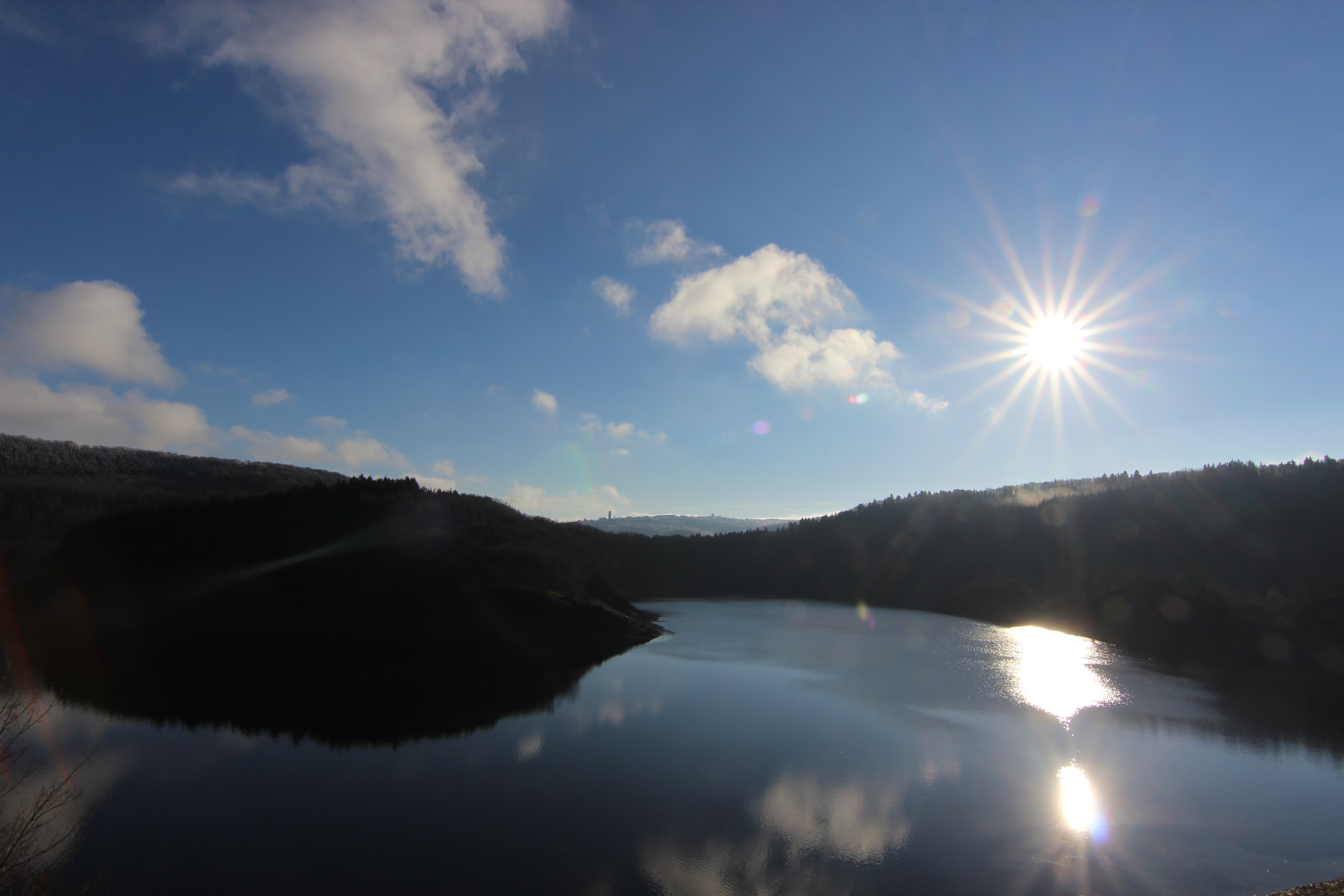
Urftsee.
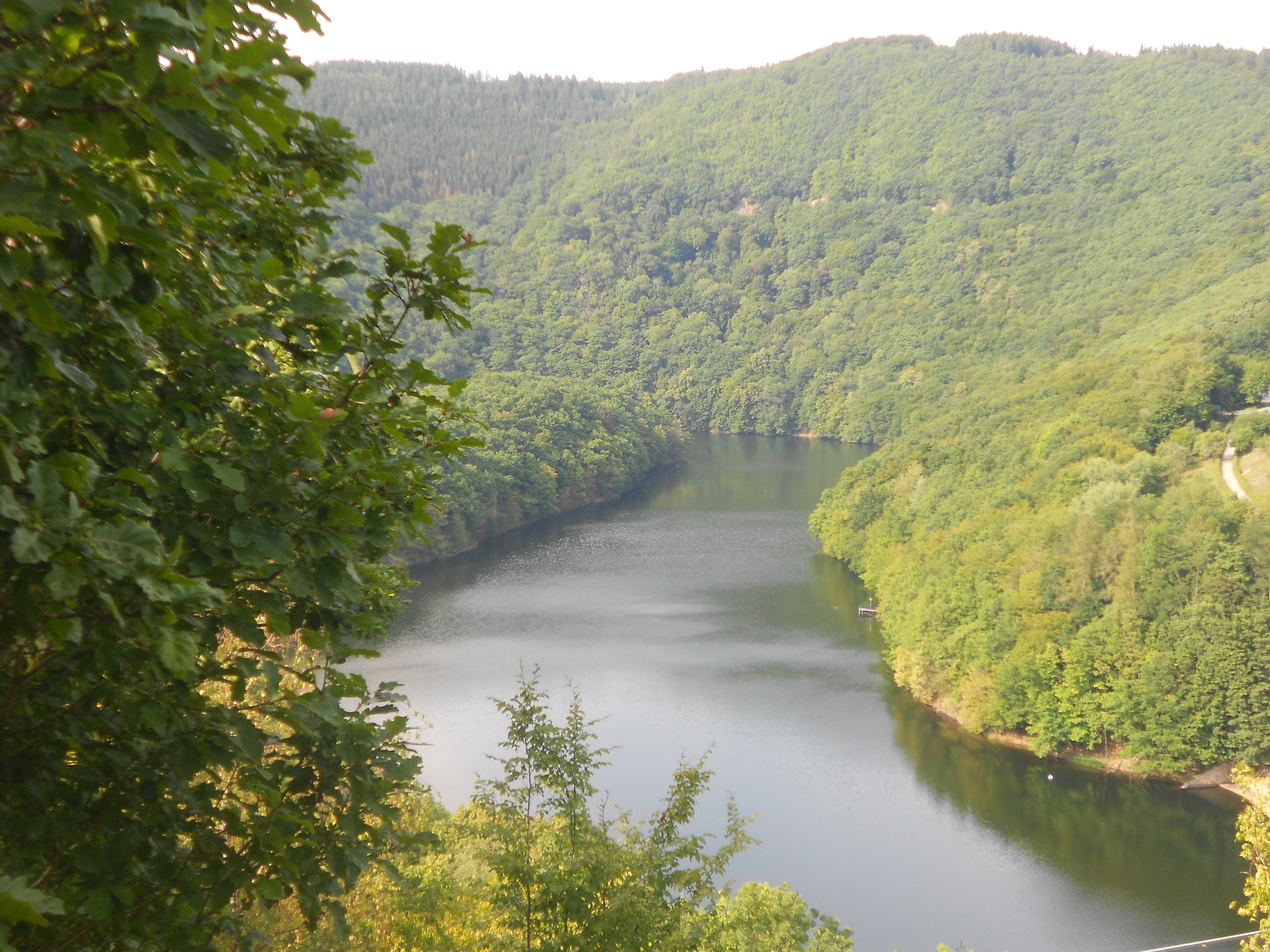
Vue du parc.
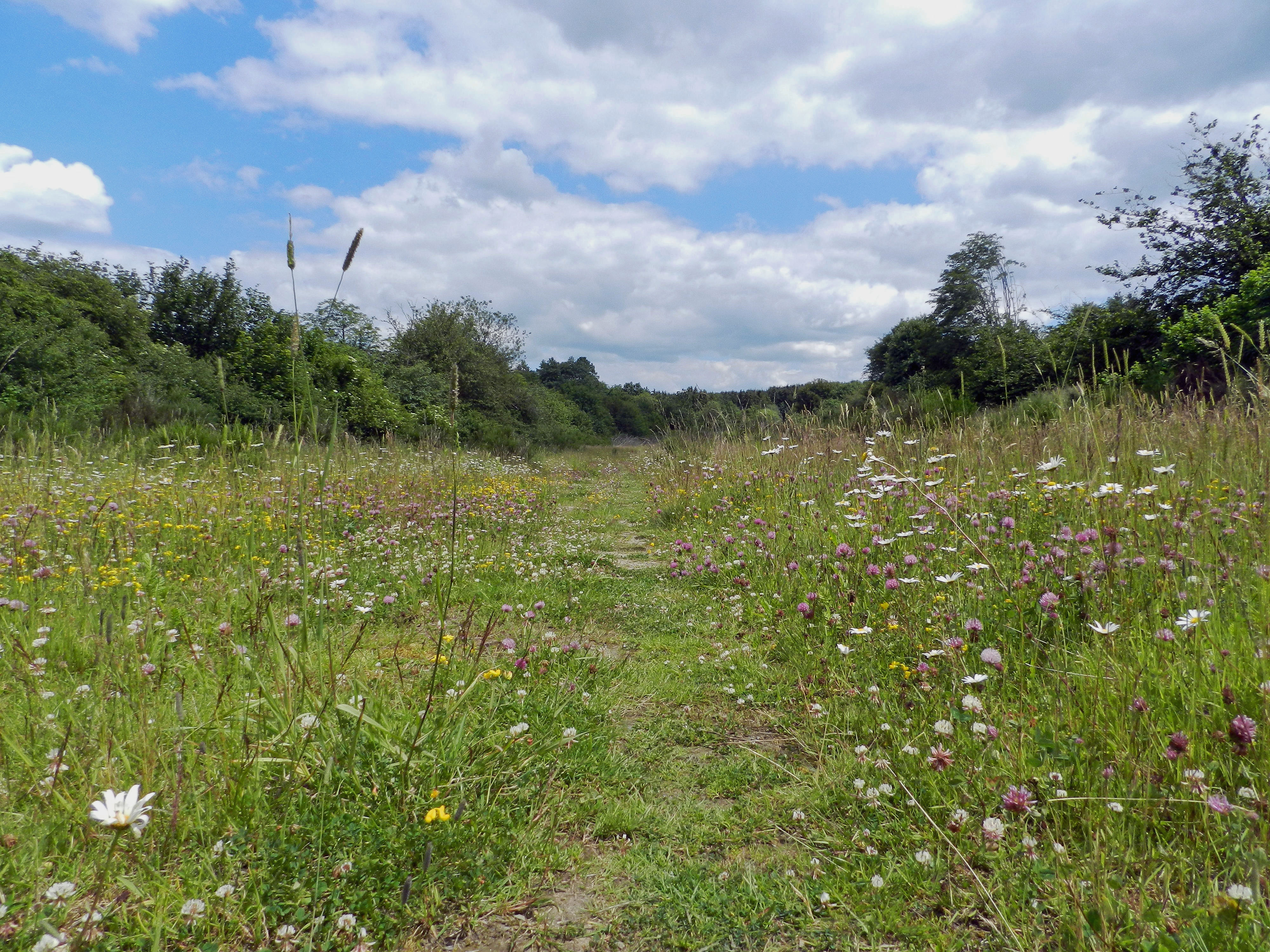